# Lycosimyia
Lycosimyia is een vliegengeslacht uit de familie van de roofvliegen (Asilidae).

## Soorten
- L. carrerae Hull, 1958
- L. fluviatilis (Carrera, 1960)